# Francisco Javier de Istúriz

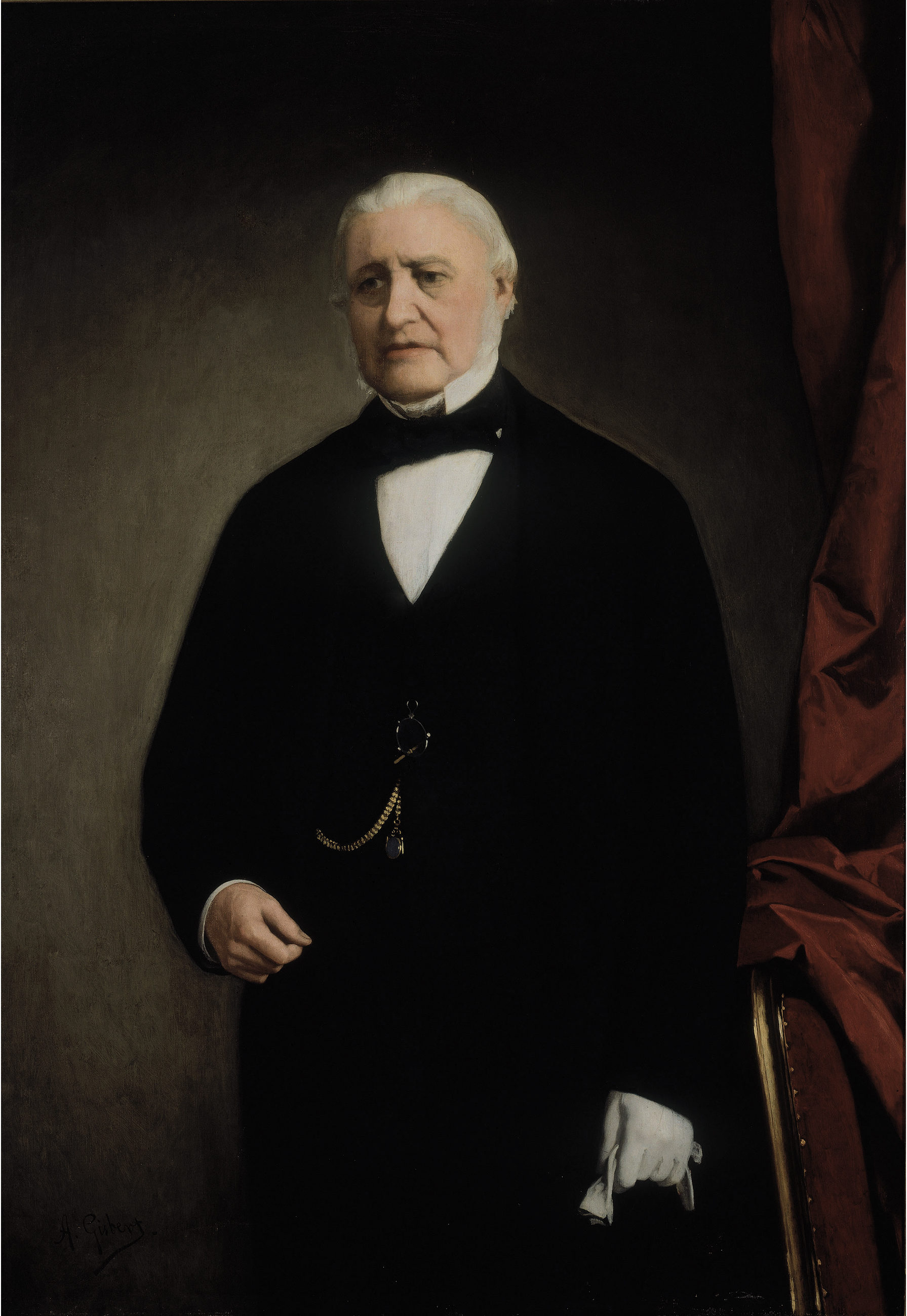
Francisco Javier de Istúriz

Francisco Javier de Istúriz (* 31. Oktober 1790 in Cádiz; † 16. April 1871 in Madrid) war ein spanischer Staatsmann und Regierungspräsident Spaniens (Presidente de Gobierno). Bis 1823 war er ein revolutionärer Liberaler und musste schließlich vor der Reaktion ins Exil fliehen. Nach seiner Rückkehr aus dem Exil 1834 war der revolutionäre Elan verflogen. Zeitweise betrieb er eine regelrecht restaurative Politik.

## Leben

### Revolution von 1820 und Trienio Liberal
Francisco Javier de Istúriz war nach der Rückkehr Ferdinands VII. zusammen mit seinem Bruder Don Tomás de Istúriz, einem Deputierten der Cortes von 1812 bis 1814, an der Vorbereitung der am 1. Januar 1820 ausgebrochenen spanischen Revolution von 1820 beteiligt, In deren Folge wurde die 1814 suspendierte Verfassung von 1812 wieder eingesetzt und der Trienio Liberal („Die freien drei Jahre“) eingeleitet.
Nachdem die Konstitution wiederhergestellt war, wurde er 1822 Deputierter der Cortes, 1823 deren Präsident (Presidente de la Cámara) und begab sich nach Sevilla, wo er für die Suspendierung des Königs stimmte. Er vertrat die Politik der Exaltados.

### Erstes Exil
Die von der Heiligen Allianz auf dem Veroneser Kongress beschlossene Französische Invasion führt aber eine Restauration herbei. Man fällte über ihn das Todesurteil. Es gelang ihm, nach London zu entkommen.

### Rückkehr nach Spanien, Wandlung zum Konservativen
Infolge der Amnestie durfte er 1834 nach Spanien zurückkehren. Am 30. Juni 1834 wurde er zum Mitglied des Parlaments (Congreso de los Diputados) gewählt, wo er in den folgenden Jahren mit Unterbrechungen bis nach den Wahlen vom 15. September 1844 die Wahlkreise von Cádiz, Huelva und Baleares vertrat. Schon frühzeitig schloss er sich in Madrid zunächst wieder der Radikalen Partei an und war an der Vorbereitung des Aufstandes der Milicia urbana zum Sturz der Regierung  von José María Queipo de Llano Ruiz de Saravia im August 1835 beteiligt.
Der Aufstand schlug aber fehl und Istúriz musste sich eine Zeitlang verborgen halten. Als bald darauf sein Freund Juan Álvarez Mendizábal an die Spitze des Ministeriums trat, wurde er der vertraute Berater desselben und erhielt die Präsidentschaft der Prokuratorenkammer (Presidente del Estamento de los Procuradores del Reino). Schnell traten jedoch erhebliche Differenzen zwischen ihm und Mendizabal zu Tage, der ihn beim Wiederzusammentritt der Kammer im März 1836 vom Präsidium ausschloss.
Seine heftige Opposition gegen die in Spanien „desamortizaciones“ genannte Säkularisation von Kirchengütern führte nun den Sturz Mendizábals herbei, an dessen Stelle er am 15. Mai 1836 den Vorsitz und das Auswärtige in der neuen Regierung erhielt. Dieses begegnete aber allgemeiner Abneigung und wurde bereits im August 1836 durch die Rebellion von La Granja gestürzt, die auch die Königin zur Wiederherstellung der Verfassung von 1812 zwang.

### Zweites Exil
Istúriz musste flüchten und ging über Lissabon nach London, später nach Paris.

### Gemäßigt konservatives Wirken
Nach Spanien zurückgekehrt, beschwor Istúriz 1837 die Konstitution und kam 1838 wieder als Deputierter der Provinz Cádiz in die Cortes, deren Präsident er wurde.
Er war nun Vordenker der konservativ liberalen Moderados. Obgleich feindlich gegen den bürgerlichen Regenten Espartero gesinnt, der den radikal liberalen Progressisten zuneigte, aber ob seiner autoritären Neigungen auch Widerspruch aus deren Reihen erntete, wusste er sich doch unter der Regentschaft desselben zu behaupten und insgeheim für die Rückkehr der Königin Christine zu wirken. 1843 kamen für eine Dekade die Moderados an die Macht. Im Dezember 1845 wurde er zum Senator (Senador Vitalicio) ernannt. 1846 war Istúriz wieder Regierungspräsident, in seiner Regierungszeit kamen die so genannten spanischen Heiraten zustande. Im selben Jahr unterzeichnete er eine Teilamnestie, die schließlich den Progressisten die zeitweilige Rückkehr zur Macht ermöglichte. Im Dezember 1846 stürzte ihn ein Misstrauensvotum der Cortes.
Von 1847 bis 1848 und 1850 war Istúriz Gesandter in London; 1856 führte ihn eine außerordentliche Sendung nach Petersburg, und zwei Jahre später war er aufs Neue Gesandter in London, woselbst er bis Februar 1862 verblieb. Am 14. Januar 1858 wurde er Regierungspräsident und auch Präsident des Senates. Das von ihm geführte Kabinett akzeptierte die bei der Eröffnung der Cortes vom vorigen Kabinett unter dem Vorsitz von Francisco Armero Peñaranda intendierten politischen Projekte vorbehaltlich etwaiger Modifikationen in der Ausführung der in Aussicht gestellten Gesetzesentwürfe. Unter diesen befanden sich namentlich ein Entwurf über die Vererbung der Senatorenwürde, über Verwaltungseinrichtungen, Änderungen im Wahl- und Pressegesetz sowie die Veräußerung der Güter der Toten Hand. Aber bereits bei der Beratung über die Adresse und über die vom Kabinett verlangte Ermächtigung zur Erhebung von Abgaben zeigte sich, dass es über keine deutliche Mehrheit gebot. Gesetzesentwürfe von praktischem Interesse, wie über das Notariat, über eine Reform der Hypothekargesetzgebung, über die Reorganisation der Provinzialräte kamen teilweise gar nicht zur Beratung, während die rein politischen Debatten stets neu entbrannten. Bei einer solchen Gelegenheit trat José de Posada Herrera als neuer Innenminister am 14. Mai 1858 in das Kabinett ein und gleichzeitig erfolgte der Schluss der Cortes. Als Posada Herrera die Auflösung der Cortes und die Rektifikation der Wahllisten vorschlug, löste sich das Kabinett auf. Istúriz trat am 30. Juni 1858 als Regierungspräsident zurück und erhielt in General Leopoldo O’Donnell einen Nachfolger. Anschließend wurde Istúriz Präsident des spanischen Staatsrats und vertrat vom März 1863 bis Oktober 1864 Spanien am französischen Hof, worauf er sich in das Privatleben zurückzog.